# Saputo
Saputo — канадская компания пищевой промышленности, производитель молочной продукции, включая сыры, молоко, кисломолочные продукты. Работает в Канаде, США, Великобритании, Австралии и Аргентине. Штаб-квартира находится в Монреале (Квебек, Канада).

## История
Компанию основал в 1954 году Джузеппе Сапуто, иммигрировавший в Канаду с Сицилии несколькими годами ранее. В 1957 году семья Сапуто смогла открыть свой завод по производству сыров. В 1964 году долю в компании купил Джозеф Бонанно, рассчитывая, что это поможет ему получить канадское гражданство; хотя сделка вскоре была расторгнута, компанию потом долго подозревали в связях с нью-йоркской мафией. К концу 1960-х годов деятельность компании вышла за пределы Квебека.
В 1969 году компанию возглавил младший сын Джузеппе Эмануэле (Лино) Сапуто. К концу 1970-х годов Saputo стала крупнейшим в Канаде производителем моцареллы, которая была и остаётся её основной специализацией. В 1984 году было куплено предприятие по производству сухой сыворотки и другого сырья для пищевой промышленности. В 1988 году компания вышла на рынок США, купив два сырзавода (в штатах Вермонт и Мэриленд).
В 1996 году была куплена квебекская компания Fromages Caron, крупный дистрибьютор импортных сыров (преимущественно французских). В октябре 1997 года Saputo разместила свои акции на фондовой бирже Торонто (однако 70 % акций осталось у семьи Сапуто); вырученные средства позволили купить молочную компанию Stella Foods, базировавшуюся в Иллинойсе (США). Эта сделка утроила выручку компании (до 1,5 млрд долларов) и вывела в число крупнейших производителей сыра в США. В 2001 году была куплена компания Dairyworld Foods, ранее кооператив молочных ферм Британской Колумбии. С покупкой в 2003 году компании Molfino Hermanos деятельность была расширена в Аргентину.
Следующими крупными приобретениями стали Neilson Dairy в 2008 году и Morningstar Food за $1,45 млрд в 2012 году. В 2014 году была куплена австралийская компания Warrnambool Cheese and Butter. В 2019 году была куплена британская компания Dairy Crest.

## Деятельность
Компания производит молоко, сыры, кисломолочные продукты и сырьё для промышленности на основе молокопродуктов. На розничную торговлю приходится 48 % выручки компании, на предприятия общественного питания — 33 %, на промышленность — 18 %.
По регионам деятельности наибольшее значение имеют США (47 % выручки), далее следуют Канада (26 %), Австралия (15 %), Аргентина (6 %), Великобритания и другие страны Европы (6 %).
Saputo заняла 1634-е место в списке крупнейших публичных компаний мира Forbes Global 2000 за 2023 год.